# Tossal de les Creus (Almacelles)
El Tossal de les Creus és la muntanya de 272 msnm on hi ha la vila d'Almacelles, a la comarca catalana del Segrià.